# ブライアン・ロビンソン・ジュニア
ブライアン・ロビンソン・ジュニア（Brian Robinson Jr., 1999年3月22日 - ）は、アメリカ合衆国アラバマ州タスカルーサ出身のプロアメリカンフットボール選手。NFLのワシントン・コマンダースに所属している。ポジションはランニングバック。

## 経歴

### カレッジ
アラバマ大学では1年目の2017年シーズン、上級生のジョシュ・ジェイコブスとナジー・ハリスの控えとしてプレーし、165ラン獲得ヤードを記録した。チームはCFPナショナルチャンピオンシップで優勝した。
2018年シーズンも控えとして272ラン獲得ヤード、2つのラッシングTDを記録した。
2019年シーズンはジェイコブスがチームを去り、役割が増加した。このシーズンは441ラン獲得ヤード、124レシーブ獲得ヤードを記録した。
2020年シーズンは483ラン獲得ヤード、6つのレシービングTDを記録した。チームは3年ぶりにCFPナショナルチャンピオンシップで優勝した。シーズン終了後、新型コロナウイルスの影響による特例措置を利用し、もう1年大学に残留することを発表した。
2020年シーズンはハリスがチームを去り、5年目にしてエースに成長。過去4年間の合計に匹敵する1,343ラン獲得ヤード、14のラッシングTDを記録した。また、シンシナティ大学とのコットンボウルでは204ラン獲得ヤードを記録してMVPを受賞した。
| シーズン | 試合 | ラン | ラン  | ラン | ラン | レシーブ | レシーブ | レシーブ | レシーブ |
| シーズン | 試合 | Att  | Yds   | Avg  | TD   | Rec      | Yds      | Avg      | TD       |
| -------- | ---- | ---- | ----- | ---- | ---- | -------- | -------- | -------- | -------- |
| 2017     | 6    | 24   | 165   | 6.9  | 2    | 0        | 0        | 0        | 0        |
| 2018     | 9    | 63   | 272   | 4.3  | 2    | 0        | 0        | 0        | 0        |
| 2019     | 13   | 96   | 441   | 4.6  | 5    | 11       | 124      | 11.3     | 0        |
| 2020     | 13   | 91   | 483   | 5.3  | 6    | 6        | 26       | 4.3      | 0        |
| 2021     | 14   | 271  | 1,343 | 5    | 14   | 35       | 296      | 8.5      | 2        |
| 通算     | 55   | 545  | 2,704 | 5    | 29   | 52       | 446      | 8.6      | 2        |

### ワシントン・コマンダース
| 6 ft 1+5⁄8 in (187 cm) | 225 lb (102 kg) | 31+7⁄8 in (81 cm) | 9+3⁄4 in (25 cm) | 4.53 s | 1.57 s | 2.63 s | 4.59 s | 7.33 s | 30.0 in (76 cm) | 9 ft 11 in (3.02 m) |
| Sources:               |                 |                   |                  |        |        |        |        |        |                 |                     |

2022年のNFLドラフトにて、全体98位でワシントン・コマンダースから指名され、その後ルーキー契約を結んだ。
2022年シーズン開幕前の2022年8月28日に、ワシントンD.C.のレストランから出た直後に強盗に遭い、膝と臀部を銃撃された。すぐに病院に搬送されたが命に別状はなく、翌日に退院した。この負傷の影響でシーズン最初の4試合を欠場し、第5週のテネシー・タイタンズ戦でNFLデビューを果たした。シーズン全体では797ラン獲得ヤード、2つのラッシングTDを記録した。
2023年シーズンは15試合に先発出場し、733ラン獲得ヤード、5つのラッシングTDに加え、レシーブでも368ヤードを獲得し、4TDを記録した。
2024年シーズンは右膝の負傷で第6週のボルチモア・レイブンズ戦を、ハムストリングの負傷で中盤の2試合を欠場した。